# Verwundetenabzeichen (1939)

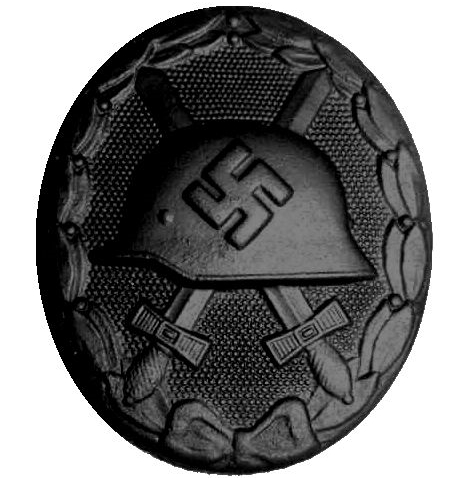
Das Verwundetenabzeichen (1939) in Schwarz

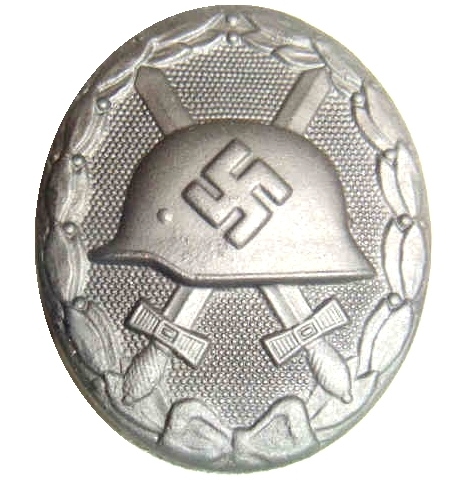
Das Verwundetenabzeichen (1939) in Silber

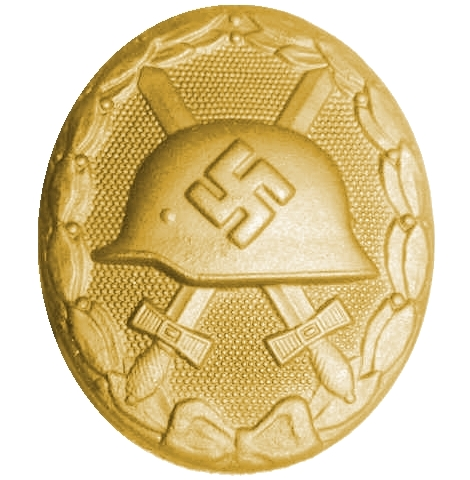
Das Verwundetenabzeichen (1939) in Gold

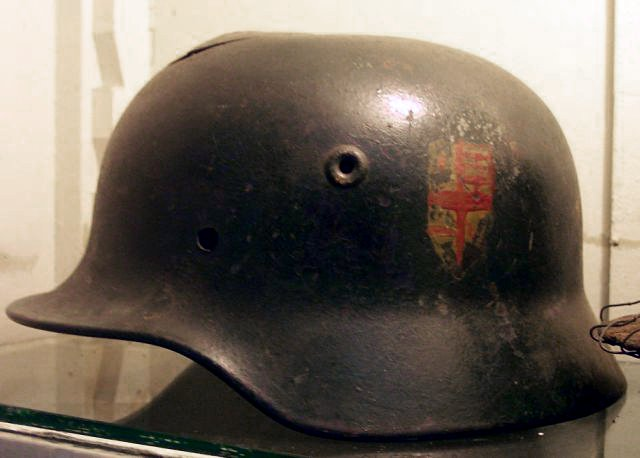
Der Stahlhelm M35 (Modell 1935) ist stilisiert in das Verwundetenabzeichen (1939) eingeflossen

Das Verwundetenabzeichen (1939) war ein Ehrenzeichen des nationalsozialistischen Deutschen Reiches, das während des Zweiten Weltkriegs verliehen wurde. Am 1. September 1939, dem Tag des deutschen Überfalls auf Polen, erließ Adolf Hitler die Verordnung über die Stiftung des Verwundetenabzeichens (1939). Ab diesem Zeitpunkt sollte das von Kaiser Wilhelm II. gestiftete Verwundetenabzeichen von 1918 nicht mehr zur Verleihung kommen. Beim Überfall auf Polen, aber auch noch bei der Besetzung Norwegens (Unternehmen Weserübung), war dies jedoch kaum umzusetzen, da das neue Verwundetenabzeichen (1939) noch nicht in ausreichender Anzahl zur Verfügung stand, um alle verwundeten Soldaten (bis Mitte 1940 ca. 40.000) mit dem neuen Abzeichen zu beleihen.
Das Verwundetenabzeichen (1939) sollte all diejenigen Soldaten auszeichnen, die im Zweiten Weltkrieg durch Feindeinwirkung, unverschuldet durch eigene Kampfmittel oder schwere Erfrierungen bei Kampfhandlungen verletzt oder kriegsversehrt wurden. Die Stufeneinteilung folgte dabei dem Verwundetenabzeichen von 1918 und war:
- für ein- und zweimalige Verwundung Schwarz,
- für drei- und viermalige Verwundung Silber,
- und für mehr als vier Verwundungen Gold.

Bei schweren Verwundungen konnte ggf. auch eine Stufe übersprungen werden. Verwundungen im Ersten Weltkrieg, in den Revolutionswirren 1918/19 sowie den Grenzschutzkämpfen (Schlesien 1918–21, Kärnten 1918/19), im Spanischen Bürgerkrieg und dem Attentat vom 20. Juli 1944 wurden bei der Bestimmung der jeweiligen Stufe angerechnet.

## Stiftungserlass
Der volle Wortlaut des Stiftungserlasses aus dem Reichsgesetzblatt (RGBl. 1939, Teil I, S. 1577f. vom 3. September 1939) lautet wie folgt:
Als Ehrung für diejenigen, die bei tapferem Einsatz ihrer Person für das Vaterland durch feindliche Waffeneinwirkung verwundet oder beschädigt wurden, stifte ich das Verwundetenabzeichen.
- Artikel 1
  - (1) Das Verwundetenabzeichen wird in drei Stufen verliehen: in Schwarz für ein- und zweimalige, in Silber für drei- und viermalige, in Gold für mehr als viermalige Verwundungen oder Beschädigungen.
  - (2) Frühere Verwundungen, für die bereits ein Verwundetenabzeichen verliehen wurde, werden für die Verleihung angerechnet.

- Artikel 2

Das Verwundetenabzeichen ist das gleiche wie das des Heeres im Weltkriege. Der Stahlhelm trägt ein auf der Spitze stehendes Hakenkreuz.
- Artikel 3

Das Verwundetenabzeichen wird auf der linken Brustseite getragen.
- Artikel 4

Mit der Durchführung der Verordnung beauftrage ich den Chef des Oberkommandos der Wehrmacht in Verbindung mit dem Chef der Präsidialkanzlei des Führers und Reichskanzlers.
Berlin, den 1. September 1939
Der Führer
Adolf Hitler
Der Chef des Oberkommandos der Wehrmacht
Keitel
Der Reichsminister des Innern
Frick
Der Staatsminister und Chef der Präsidialkanzlei des Führers und Reichskanzlers
Dr. Meißner

## Verleihungsbedingungen
- 1. Die Voraussetzungen für eine Verleihung sind nicht gegeben bei Krankheits- und Unfällen, auch wenn diese vor dem Feind – jedoch ohne Einwirkung von feindlichen Kampfmitteln – eintreten.
- 2. Mehrere gleichzeitig erlittene Verwundungen gelten als eine Verwundung.
- 3.
  - Das silberne Abzeichen kann ohne Rücksicht auf die Zahl der Verwundungen verliehen werden, wenn die Verwundung zum Verlust einer Hand oder eines Fußes oder eines Auges führte, oder wenn sie völlige Taubheit oder an Taubheit grenzende Schwerhörigkeit zur Folge hatte. Es kann ferner verliehen werden, an Hirnverletzte und solche Kriegsbeschädigte, die abstoßend wirkende Entstellungen des Gesichts erlitten haben.
  - Das goldene Abzeichen kann ohne Rücksicht auf die Zahl der Verwundungen verliehen werden, wenn Verletzte als Folge von einer oder mehreren Verwundungen mehrere der in vorstehenden Absatz aufgeführte Merkmale aufweisen. Es kann ferner verliehen werden an Verletzte, die infolge Einwirkung der Kampfmittel erblindet oder hirnverletzt sind und Pflegezulage empfangen.
- 4. Es darf nur die zuletzt verliehene Stufe des Verwundetenabzeichens getragen werden (Das Verwundetenabzeichen des Weltkrieges und das Verwundetenabzeichen für Spanienkämpfer sind demnach bei Neuverleihung abzulegen).

## Erweiterte Verleihungsbedingungen (Auswahl)
In den folgenden Monaten und Jahren erließen die Oberkommandos der Wehrmacht, des Heeres und der Kriegsmarine noch mehrere ergänzende Verleihungsbedingungen, zum Teil auch widersprüchliche, um auch diejenigen Soldaten und schließlich auch Zivilisten zu würdigen, die von den bisherigen Verleihungsbedingungen nicht erfasst worden waren. Soweit nichts anders vermerkt, handelt es sich hier um schriftliche Verlautbarungen aus dem Heeresverordnungsblatt oder den Allgemeinen Heeresmitteilungen. Diese waren nach ihrem vollen Wortlaut zufolge (auszugsweise):

### 11. Oktober 1939
Verleihungen an Angehörige der im Operationsgebiet eingesetzten und dem Heer unterstellten Verbände der SS und der Polizei durch die der Wehrmacht unterstellten Disziplinarvorgesetzten der SS und der Polizei im Range eines Bataillonskommandeurs und höher.

### 27. Oktober 1939
Den Verwundungen durch feindliche Waffeneinwirkung sind gleichzuachten solche Verwundungen oder Beschädigungen, die in Verbindung mit einer Kampfhandlung ohne eigenes Verschulden durch eigene Kampfmittel entstanden sind.

### 27. April 1940
Die Voraussetzungen für Verleihung des Verwundetenabzeichens sind auch gegeben bei den zum Aufbau des Westwalls eingesetzten Angehörigen der Organisation Todt und des Reichsarbeitsdienstes, sofern die Verwundung oder Beschädigung durch feindliche Waffeneinwirkung vorliegt.

### 21. Mai 1940
Die Voraussetzungen für Verleihungen des Verwundetenabzeichens sind auch gegeben bei dem zum Aufbau des Westwalls eingesetzten Gefolgschaftsmitgliedern der Festungspionier- und Nachrichtenstäbe einschließlich Unternehmer-Arbeiter, sofern Verwundung oder Beschädigung durch feindliche Waffeneinwirkung vorliegt.

### 6. Juni 1940
Die Voraussetzungen für die Verleihung des Verwundetenabzeichens sind auch gegeben bei dem zum Ausbau des Westwalls eingesetzten Angehörigen der Technischen Nothilfe sofern eine Verwundung oder Beschädigung durch feindliche Waffeneinwirkung vorliegt.

### 30. August 1940
Es bestehen keine Bedenken, an Angehörige der Deutschen Reichsbahn das Verwundetenabzeichen zu verleihen, wenn die Voraussetzungen für eine Verleihung gegeben sind.

### 23. Dezember 1940
Der Führer und Oberste Befehlshaber der Wehrmacht hat geäußert, dass bei in Ausübung des Dienstes in der Wehrmacht während des Krieges erlittenen Erblindungen die Voraussetzungen zur Verleihung des goldenen Verwundetenabzeichens als erfüllt angesehen werden können, auch wenn die Erblindung bei Unfällen ohne Einwirkung von feindlichen Kampfmitteln entstanden ist.

### 13. Februar 1941
Das Verwundetenabzeichen kann nur dann an Verwundete oder Verletzte verliehen werden, wenn die Verwundung oder Verletzung durch unmittelbare Auswirkung feindlicher Kampfmittel entstanden ist. Ist die Verwundung oder Verletzung durch mittelbare Auswirkung feindlicher Kampfmittel entstanden, wie zum Beispiel beim Löschen eines durch Bombenangriff entstandenen Brandes, so ist die Verleihung des Abzeichens nicht gerechtfertigt.

### 26. März 1941
Der Führer und Oberste Befehlshaber der Wehrmacht hat entschieden, dass das Verwundetenabzeichen bei Unglücksfällen nur an Erblindete zu verleihen ist. Andere Verletzte, die anlässlich von Unglücksfällen ohne Einwirkung von feindlichen Kampfmitteln zu Schaden kommen, kann das Abzeichen nicht verliehen werden.

### 26. September 1941
Das Verwundetenabzeichen kann an die auf dem Führer vereidigten, im Rahmen bzw. in Verbänden der deutschen Wehrmacht kämpfenden ausländischen Freiwilligen beim Einsatz gegen die Sowjetunion verliehen werden. Eine Verleihung des Abzeichens an Angehörige verbündeter oder befreundeter Länder ist nicht gestattet, da diese Länder zum Teil eigene Verwundeten-Abzeichen besitzen. Sofern dies nicht der Fall ist, bleibt die Stiftung eines eigenen Verwundeten-Abzeichens eine Angelegenheit dieser Länder.

### 10. Oktober 1941
Die Aushändigung von Kriegsauszeichnungen und Verwundeten-Abzeichen an die Beliehenen hat in würdiger Form durch einen Vorgesetzten zu erfolgen.

### 24. Januar 1942
Der Führer hat für die Dauer der Kampfhandlungen auf dem Kriegsschauplatz im Osten bestimmt, dass die Voraussetzungen zur Verleihung des Abzeichens als erfüllt anzusehen sind, wenn infolge Erfrierung im Zusammenhang mit Kampfhandlungen ernste und dauernde Schädigungen am Körper (in erster Linie Amputationen) eintreten.

### 20. April 1942
Das Verwundetenabzeichen kann ferner verliehen werden an Angehörige der Polizei unter folgenden Voraussetzungen:
- 1. An Angehörige der im Operationsgebiet eingesetzten und der Wehrmacht unterstellten Polizei-Einheiten.
- 2. An Angehörige von Polizei-Einheiten, die der Wehrmacht nicht unterstellt sind, sofern diese im Rahmen militärischer Aktionen wie Soldaten im Kampf verwandt worden sind.
- 3. An einzelne Angehörige der Sicherheitspolizei und des SD, während dieses Krieges, sofern die Verwundung im Einsatz in nicht befriedeten Gebieten erfolgt.

### 3. November 1942
Die Verleihung des Verwundetenabzeichens an Soldaten als Wehrmachtstrafgefangene im Strafvollzug, insbesondere in Feldstrafgefangenabteilungen, ... sowie an Angehörige von Feldsonderbataillonen ist unter Beachtung der allgemein gültigen Bestimmungen zulässig.

### 11. März 1943
Anlässlich der sich steigernden Luftangriffe hat der Führer angeordnet, dass mit rückwirkender Kraft alle deutschen Männer, Frauen und Kinder, die durch Feindeinwirkung im Heimatkriegsgebiet verwundet wurden, hinsichtlich der Verleihung des Verwundetenabzeichens ebenso behandelt werden wie die im eigentlichen Kriegsgebiet eingesetzten Soldaten.

### 25. Mai 1943
Der Führer hat beim Vortrag entschieden, dass das Verwundetenabzeichen auch an Nichtwehrmachtangehörige verliehen werden kann, die durch feindliche Waffeneinwirkung in den besetzten Gebieten sowie im Generalgouvernement und Protektorat verwundet worden sind.

### 15. Dezember 1943
Aus den umfangreichen Durchführungsbestimmungen ein kleiner Ausschnitt wie zum Beispiel der Begriff des tapferen Einsatzes der Person überall da als vorliegend anzusehen ist, wo nicht ein offensichtlicher Mangel an Bewährung – zum Beispiel durch feiges Verhalten – festgestellt wird.

### 3. März 1944
Das Verwundetenabzeichen kann an die auf den Führer vereidigten italienischen Hilfswilligen und freiwilligen Soldaten, die in deutschen Einheiten eingesetzt sind, verliehen werden.

### 16. Oktober 1944
Die zur Verleihung des Eisernen Kreuzes und des Verwundetenabzeichens an Soldaten berechtigten Kommandeure werden ermächtigt, bei vorliegen besonderer Tapferkeit das Eiserne Kreuz sowie das Verwundetenabzeichen auch an Angehörige des Reichsarbeitsdienstes und sonstiger Organisationen die ihnen beim Einsatz unterstehen, zu verleihen.

### 24. September 1944
An verwundete Freiwillige aus dem Osten, die in deutsche oder landeseigene Sanitätseinrichtungen eingewiesen werden, ist das Verwundetenabzeichen durch die Chefärzte nach den gleichen Richtlinien und in der gleichen Form wie an deutsche Verwundete zu verleihen.

## Verleihungszahlen
Die Anzahl der genauen Verleihungen kann aufgrund der unübersichtlichen und zum Teil widersprüchlichen Verleihungspraxis nicht mehr exakt festgestellt werden. Die einschlägige Literatur zu diesem Thema geht von bis zu 4 Millionen Verleihungen (aller Stufen), nur für Wehrmachtangehörige, aus. Diese Zahl scheint jedoch unrealistisch. Das Verwundetenabzeichen (1939) selbst war eine Massenauszeichnung der deutschen Wehrmacht, Waffen-SS und Ordnungspolizei. Zieht man als Grundlage die Gesamtpersonalstärke der Wehrmacht von 1939 bis 1945 mit ca. 19 Millionen heran und hält fest, dass sich ein Großteil dieser Soldaten im Laufe des Krieges ein- oder mehrmalige Verwundungen zugezogen hat, so ist eine Verleihungszahl aller Klassen mit ca. 10 Millionen innerhalb der Wehrmachtverbände wahrscheinlich. Diese Zahl ist jedoch als ungenau anzusehen, da auch Reichsbahnangehörige, Reichsarbeitsdienstler, HJ-Angehörige als Luftwaffenhelfer, freiwillige Krankenschwestern und HJ-Angehörige im Volkssturm in die Verleihungsbedingungen aufgenommen wurden. Das Verwundetenabzeichen ist auch einer unbekannten Anzahl von Zivilisten an der Heimatfront verliehen worden, da ab März 1943, auch rückwirkend, Zivilisten die bei alliierten Luftangriffen verwundet wurden den Orden bekamen. Hinzuzuzählen sind des Weiteren eine unbekannte Anzahl von Verleihungen an ausländische Soldaten und diversen Hilfstruppen, die, obwohl sie laut Stiftungsverordnung unzulässig war, doch praktiziert worden ist. Die Gesamtanzahl der Verleihungen für alle Stufen dürfte geschätzt, bei etwa 12 bis 15 Millionen gelegen haben.

## Verleihungspraxis
Die Verleihung des Verwundetenabzeichens in der Praxis, d. h. auf dem Schlachtfeld oder dem rückwärtigen Armeegebieten verlief in der Regel problemlos. Ab 1940 waren die Abzeichen in den jeweiligen Armeeoberkommandos in ausreichenden Mengen vorrätig und wurden durch die Präsidialkanzlei der Ordenskanzlei kistenweise an die Fronten, aber auch an die Krankenhäuser und diverse Sanitätseinrichtungen geliefert. Der Beliehene erhielt mit dem Abzeichen eine Verleihungsurkunde sowie einen entsprechenden Eintrag ins Soldbuch. Ein zuvor verliehenes Verwundetenabzeichen einer niedrigeren Stufe verblieb in dessen Besitz.

## Trageweise

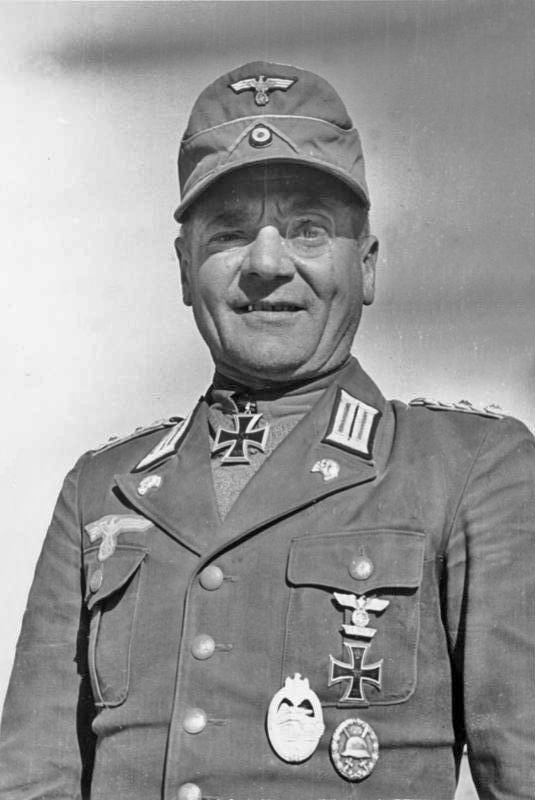
Korrekte Trageweise des Verwundetenabzeichen in Silber an der Feldbluse von Hans Cramer

Das Verwundetenabzeichen wurde als Steckabzeichen auf der linken Brustseite in und außer Dienst zu allen Uniformen der Wehrmacht getragen. Es war am Waffenrock versetzt unterhalb der Kriegsauszeichnungen, aber oberhalb der Ehrenzeichen der NSDAP und der unterschiedlichen anerkannten Sportabzeichen anzubringen. Es konnte auch zu allen Uniformen der Partei und des Staates getragen werden. Zur bürgerlichen Kleidung durfte eine verkleinerte Form (16 mm Nadel) des Verwundetenabzeichens am linken Rockaufschlag getragen werden.

## Aussehen und Material

Die Rückseite eines Verwundetenabzeichens

Das Verwundetenabzeichen (1939) war ein hochovales Steckabzeichen. Die Ränder der Vorderseite zeigen links und rechts beidseitig einen Lorbeerkranz, der sich unten mittig mit einer Schleife vereint. Mitten auf der Vorderseite wurde nach dem Vorbild des Verwundetenabzeichens von 1918 ein stilisierter Stahlhelm der Deutschen Wehrmacht (Modell M35) platziert, der auf einem Paar gekreuzter Schwerter im Hintergrund ruht. Auf dem Helm selber war ein auf dem Kopf stehendes Hakenkreuz erhaben eingestanzt. Das Verwundetenabzeichen ist in seiner Hauptmasse aus Buntmetall hohl (Eisenblech, Messing) oder in der Stufe Silber und Gold massiv (Tombak, Feinzink) geprägt worden. Stücke aus Bakelit sind auch bekannt. Es gab aber auch Versionen mit durchbrochenem Mittelteil. Sonderanfertigungen aus echtem Gold oder Silber wurden nicht selten von höherrangigen Offizieren auf eigene Kosten von diversen Händlerfirmen erworben. Eine Ausnahme bildet das Verwundetenabzeichen (20. Juli 1944), welches massiv aus 800er Silber von der Firma C. E. Juncker aus Berlin 100 (in allen Klassen) produziert worden ist. Gehalten wurde das Abzeichen von einer senkrechten, an einem Gegenhaken befestigten Nadel. Stücke mit Schraubscheibe sind auch bekannt. Bis Kriegsende wurde das Abzeichen von etwa 24 Firmen hergestellt.

## Rechtslage in der Bundesrepublik Deutschland seit Inkrafttreten des Ordensgesetzes 1957
Gegenüber anderen Kriegsauszeichnungen des Zweiten Weltkriegs nimmt das Verwundetenabzeichen insofern eine Sonderstellung ein, als es seit Inkrafttreten des neuen Ordensgesetzes in der „BMI-Form“ auch von denjenigen getragen werden darf, denen es nicht verliehen worden war, die aber die Verleihungsbedingungen erfüllen. Allerdings bedarf auch dieser Personenkreis eines Berechtigungsnachweises, der von der zuständigen Behörde erteilt wird, wenn eine Verwundung oder Beschädigung nachgewiesen wurde, die zur Verleihung des Abzeichens geführt hätte. (Besitznachweisverordnung 1959)